# Maret Ani
Maret Ani (Tallinn, 31 gennaio 1982) è un'ex tennista estone.
Professionista dal 1997, fino all'inizio del 2006 è stata la migliore estone del ranking (arrivando anche a conquistare la posizione numero 63 del ranking) prima di essere sopravanzata da Kaia Kanepi.
Da ragazzina Ani è stata una giocatrice di pallacanestro, ma a quattordici anni ha deciso di dedicarsi completamente al tennis. L'ha allenata inizialmente il connazionale Aita Põldma, poi l'italiano Pierfrancesco Restelli.
Il suo debutto in Fed Cup è avvenuto nel 1998.
Ha partecipato alle Olimpiadi di Pechino nel 2008, ma non è andata più in là del primo turno. Nel 2011 ha dato l'addio al tennis.

## Statistiche

### Risultati in progressione
| Sigla | Risultato               |
| ----- | ----------------------- |
| V     | Vincitore               |
| F     | Finalista               |
| SF    | Semifinalista           |
| O     | Oro olimpico            |
| A     | Argento olimpico        |
| SF    | Bronzo olimpico         |
| QF    | Quarti di Finale        |
| 4T    | Quarto turno            |
| 3T    | Terzo turno             |
| 2T    | Secondo turno           |
| 1T    | Primo turno             |
| RR    | Round Robin             |
| LQ    | Turno di qualificazione |
| A     | Assente                 |
| ND    | Non disputato           |

| Legenda superfici    |
| -------------------- |
| Cemento              |
| Terra battuta        |
| Erba                 |
| Superficie variabile |

#### Singolare nei tornei del Grande Slam
| Torneo          | 2002 | 2003 | 2004 | 2005 | 2006 | 2007 | 2008 | 2009 | 2010 | 2011 |
| --------------- | ---- | ---- | ---- | ---- | ---- | ---- | ---- | ---- | ---- | ---- |
| Australian Open | A    | A    | A    | A    | 1T   | A    | 1T   | A    | A    | A    |
| Open di Francia | A    | A    | A    | A    | 1T   | A    | A    | 1T   | A    | A    |
| Wimbledon       | A    | A    | A    | A    | 1T   | A    | 1T   | A    | A    | A    |
| US Open         | 1T   | A    | A    | A    | 1T   | A    | 1T   | A    | A    | A    |

#### Doppio nei tornei del Grande Slam
| Torneo          | 2002 | 2003 | 2004 | 2005 | 2006 | 2007 | 2008 | 2009 | 2010 | 2011 |
| --------------- | ---- | ---- | ---- | ---- | ---- | ---- | ---- | ---- | ---- | ---- |
| Australian Open | A    | A    | SF   | 2T   | 2T   | A    | 3T   | 1T   | A    | A    |
| Open di Francia | A    | A    | 1T   | A    | 3T   | A    | A    | 2T   | A    | A    |
| Wimbledon       | A    | A    | 1T   | A    | 2T   | A    | A    | 1T   | A    | A    |
| US Open         | A    | 1T   | 1T   | A    | 3T   | A    | A    | 1T   | A    | A    |

#### Doppio misto nei tornei del Grande Slam
| Torneo          | 2002 | 2003 | 2004 | 2005 | 2006 | 2007 | 2008 | 2009 | 2010 | 2011 |
| --------------- | ---- | ---- | ---- | ---- | ---- | ---- | ---- | ---- | ---- | ---- |
| Australian Open | A    | A    | A    | A    | A    | A    | A    | A    | A    | A    |
| Open di Francia | A    | A    | 1T   | A    | A    | A    | A    | A    | A    | A    |
| Wimbledon       | A    | A    | A    | A    | A    | A    | A    | A    | A    | A    |
| US Open         | A    | A    | A    | A    | A    | A    | A    | A    | A    | A    |